# AT-Haken

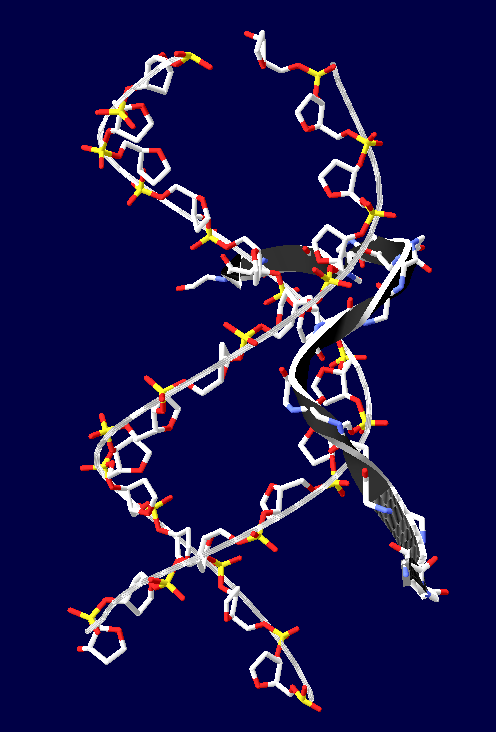
Der zweite AT-Haken von HMGA1 (schwarz) an die kleine Furche AT-reicher DNA gebunden

Ein AT-Haken ist eine DNA-bindende Domäne in verschiedenen DNA-bindenden Proteinen.

## Eigenschaften
Der AT-Haken bindet bevorzugt A-T-reiche DNA-Sequenzen in der kleinen Furche doppelsträngiger DNA, bevorzugt (ATAA)n, (TATT)n, AAAT oder AATT. Sie kommen z. B. in High-Mobility-Group-Proteinen, in DNA-bindenden Proteinen von Pflanzen und hBRG1 vor. HMGA-Proteine enthalten drei AT-Haken, es wurden in einzelnen Proteinen bis zu 30 AT-Haken gefunden. In Spalthefen wird der Replikationsursprung von einem 9-AT-Haken-Protein gebunden, um die Replikation einzuleiten.
Die DNA-bindende Aminosäuresequenz des AT-Hakens ist eine konservierte, palindromische Sequenz Prolin-Arginin-Glycin-Arginin-Prolin (Kurzschreibweise PRGRP), wobei es auch AT-Haken mit nur einem Prolin gibt. Weiterhin enthalten AT-Haken in einer der beiden angrenzenden Sequenzen positiv geladene Aminosäuren wie Lysin und Arginin, sowie eine hakenförmige Struktur.